# Kurt Brenneke
Kurt Brenneke född 16 december 1891 i Ringelheim nära Goslar död 30 december 1982 i Bonn, tysk militär. Befordrades till generalmajor 1939 och till general i infanteriet 1942. Erhöll Riddarkorset av järnkorset 1942.

## Befäl
- staben vid 4. Armee augusti 1939 – oktober 1940
- staben vid Heeresgruppe C oktober 1940 – juni 1941
- staben vid Heeresgruppe Nord juni 1941 – januari 1942
- XXXXIII Armeekorps februari 1942 – januari 1943
- chef för utbildning av divisionschefer och befälhavare juni 1943 – maj 1945.

Brenneke var i amerikansk krigsfångenskap maj 1945 – mars 1948.

## Bundesrepublik Deutschland
- Juli 1955 – 1956 var Brenneke medlem av en personalkommitté inom Bundeswehr.
- Han tilldelades Grosses Verdienstkreutz des Verdienstorden.